# 一柳みる
一柳 みる（ひとつやなぎ みる、1952年7月16日 - ）は、日本の女優、声優。本名は同じ。和歌山県出身。劇団昴所属。

## 来歴・人物
玉川大学文学部芸術学科演劇専攻卒業。
1979年に劇団昴に入団し、翌年初舞台。看板女優として、シェイクスピア劇を中心に活動。
洋画吹き替えではヘレン・ミレンやメリル・ストリープを多く担当している。
特技は日本舞踊（坂東流名取）。
藤田まこと主演の『はぐれ刑事純情派』には最多ゲスト出演していた。

## 出演

### テレビドラマ
- 伝七捕物帳（1974年、NTV）
- 大江戸捜査網 （12ch / 三船プロ）
  - 第268話「撃滅!江戸の黒い霧」（1976年） - 同心・相原の妹
  - 第463話「炎から生まれた女」（1980年） - およう
  - 第574話「逆襲! 熱血同心一番長い日」（1982年） - 庄太郎の母
- 非情のライセンス 第3シリーズ 第7話「兇悪の予言・霊感を売る女」（1980年、ANB） - 森田あや子
- スーパー戦隊シリーズ（ANB）
  - 電子戦隊デンジマン 第32話「地獄の大銃撃戦」（1980年） - 近藤真理の母
  - 太陽戦隊サンバルカン 第2話「人類が消滅する日」（1981年） - 滝本夫人
  - 大戦隊ゴーグルファイブ 第7話「幽霊になったパパ」（1982年） - 成田幸子
- 特捜最前線（ANB / 東映）
  - 第153話「上野発'幻'駅行き!」（1980年）
  - 第178話「男たちのセプテンバーソング!」（1980年）
  - 第183話「未熟児を棄てた女!」（1980年）
  - 第196話「蜜柑とマグロと白い粉!」（1981年）
  - 第205話「雪国から来た逃亡者!」（1981年）
  - 第275話「望郷 凶悪のブルーハワイ!」（1982年）
  - 第276話「望郷II 帰らざるワイキキビーチ!」（1982年）
  - 第304話「炎の女 瓢湖からのたずね人!」（1983年）
  - 第392話「幼児誘拐・5年目の再会!」（1984年）
  - 第432話「美人ヘッドハンターの完全犯罪!」（1985年）
  - 第497話「翔んでる目撃者!」（1986年） - 中野ミツコ
- 太陽にほえろ!（NTV / 東宝）
  - 第416話「ゴリさんが殺人犯?」（1980年） - 尾沢明子
  - 第543話「すりへった靴」（1983年） - 山本弘子
  - 第585話「ボギー名推理」（1984年） - 沢木桂子
- 暴れん坊将軍シリーズ（ANB / 東映）
  - 吉宗評判記 暴れん坊将軍
    - 第145話「男は黙って三下り半」（1981年） - 雪枝
    - 第160話「春を待たずに散った花」（1981年） - おとき
    - 第181話「絵筆に誓った兄弟仁義」（1981年） - せい
    - 第201話「酔いどれ十手一番手柄」（1982年） - 白狐のお富

  - 暴れん坊将軍II
    - 第8話「五万両のとんぼ返り」（1983年） - るい
    - 第72話「座布団の雨 上様初舞台!」（1984年） - お孝
    - 第92話「誰がワルやら閻魔やら!」（1985年） - 七重
    - 第116話「大奥を盗みに来た女!」（1985年） - 菊岡
    - 第164話「秘境! 湯けむりに消えた女」（1986年） - 直江
    - 第181話「夢かるた、師走の謎唄!」（1986年） - おとみ

  - 暴れん坊将軍III 第96話「地獄で仏のおやこ唄」（1990年） - お峰
  - 暴れん坊将軍IV
    - 第29話「女大学! 亭主を男にする法」（1991年） - 丸山良江
    - 第52話「剣鬼が走る! 江戸の闇」（1992年） - お政
- 松本清張の小さな旅館（1981年、ANB）
- 宇宙刑事ギャバン 第13話「危うし烈! 大逆転」（1982年、ANB） - 香月教授の妻
- 松平右近事件帳 第24話「鶴亀情話」（1982年、NTV）- お鶴
- 影の軍団シリーズ（KTV / 東映）
  - 影の軍団II
    - 第9話「呪われた抱擁」（1981年）- お染
    - 第23話「魔の振袖御殿」（1982年）- 阿波の局

  - 影の軍団III 第5話「影なき男の影」（1982年）- 村上妙
- 源九郎旅日記 葵の暴れん坊（1982年、ANB / 東映） - お鈴
- 遠山の金さん 高橋英樹版（ANB / 東映）
  - 第1シリーズ
    - 第29話「驀走する裸馬の女!」（1982年）
    - 第99話「悪女に恋したモテモテ早田彦十郎!」（1984年）- お萬
    - 第135話「お父上! おゆきの愛は死にました!」（1985年）
    - 第156話「魔女にされたおむすび屋お春!」（1986年）- お久

  - 第2シリーズ第32話「母の死の謎!」（1986年）- 〆香
- 水戸黄門（TBS / C.A.L）
  - 第13部 第13話「真実を尽した妻の愛 -高野-」（1983年1月10日） - お絹
  - 第15部（1985年） - お千
    - 第1話「謎の美剣士隠密旅 -高松-」
    - 第11話「老公暗殺! 火炎地獄 -福岡-」

  - 第21部 第7話「目ざす敵は瓜ふたつ -津和野-」（1992年5月18日） - お恒の方
  - 第23部 第13話「姫様狙う悪の罠 -福井-」（1994年10月31日） - お梅の方
  - 第24部 第24話「慕う坊やに娘の真心 -高岡-」（1996年3月4日） - おろく
- 時代劇スペシャル（CX）
  - 地獄の左門十手無頼帖 「女菩薩供養」（1983年7月8日、東映） - おこう
  - 「暗殺指令」（1984年）
- 大岡越前（TBS / C.A.L）
  - 第7部 第15話「怨念秘めた唐人剣」（1983年8月1日） - 音羽の局
  - 第11部（1990年）
    - 第3話「薬袋に黒い罠」 - おこう
    - 第18話「殺しを招いた横恋慕」 - お蘭

  - 第13部 第18話「瞼の母は盗人だった」（1993年3月15日） - お千
- 必殺仕事人III 第29話「老眼鏡を買わされたのは主水」（1983年、ABC） - お紋
- 大奥 （KTV）
  - 第1話「大奥誕生」・第2話「生みの母 育ての母」（1983年） - お要
  - 第40話「消えた女の伝説」・第41話「疑惑の小公女」（1984年） - 左近
- 長七郎江戸日記（NTV）
  - 第1シリーズ
    - 第20話「かけこみ寺異聞」（1984年） - 堀なえ
    - 第38話「風魔一族の陰謀」（1984年） - 音羽
    - 第54話「おれん慕情」（1985年） - お島
    - 第61話「寛永御前試合・竜、立て!」（1985年） - およし

  - 第2シリーズ 第15話「三途の橋」（1988年） - お秋
  - 第3シリーズ
    - 第5話「葵小僧推参!」（1990年） - お里
    - 第38話「別れ橋」（1991年） - 真砂路
- 土曜ワイド劇場（ANB）
  - 松本清張の葦の浮船（1984年）
  - 船長シリーズ（1988年・1991年） - 秋元加代
  - 西村京太郎トラベルミステリー 第23作（1993年） - 石黒澄子
  - 終着駅シリーズ 第6作（1996年） - 町野聡子
  - 湯けむり受胎旅行連続殺人 第4作（1998年） - 笹木久枝
  - 保護司・夏目清一 父親殺し!（1999年） - 為子
  - 外科医 佐伯真の殺人カルテ（2001年） - 小宮山夏
  - 古都金沢 花の殺意（2001年） - 竹内菊重
  - 100の資格を持つ女 第2作（2009年） - 島崎みはる
  - 警視庁・捜査一課長〜ヒラから成り上がった最強の刑事 第4作（2015年） - 大江智恵子
- 私鉄沿線97分署 第57話「留置場だけどザ・マンザイ!?」（1985年、ANB・国際放映）
- 刑事物語'85 第6話「妻と夫の間」（1985年、NTV・ユニオン映画）
- 誇りの報酬 第21話「護送車が狙われた!」（1986年） - 市川やすえ
- あぶない刑事 第13話「追跡」（1986年、NTV） - 沢村の元妻・晴子
- ジャングル 第1話「バラバラ事件・その1」（1987年、NTV・東宝）
- 三匹が斬る! 第20話「かごで行く、噂の名医は吸血鬼」（1988年、テレビ朝日） - お絹
- 火曜サスペンス劇場（NTV）
  - 花園の迷宮（1988年、東映） - 桔梗
  - 女弁護士・高林鮎子 （東映）
    - 第5作（1989年） - 江守万希子
    - 第25作（1999年） - 加納裕子

  - 最終電車を待つ女（1989年、中京テレビ放送）
  - 女弁護士 水城邦子（東宝）
    - 疑惑法廷（1991年）
    - 緋の川（1992年）

  - 女検事・霞夕子 第4作「輸血のゆくえ」（1995年、ユニオン映画） - 石川栄子
  - できごころ（1996年、千里）
  - 尽くす女（1996年、ユニオン映画）
  - 女監察医・室生亜季子（東映）
    - 第21作（1996年） - 遠藤利江
    - 第28作（2000年） - 花田博子
    - 第32作（2003年） - 吉田とし江

  - 待っている妻（1997年、千里） - 戸田恵理
  - 淫らなやつら（1999年、千里） - ホテル女将
  - 鏡の微笑（2000年、日本テレビエンタープライズ） - 志穂
  - 妻たちの戦争（2000年、東京映画新社）
- はぐれ刑事純情派（ANB）*＝メインゲスト
  - 第1シリーズ 第7話「産院から消えた赤ん坊」（1988年） - 田村奈津
  - 第4シリーズ 第21話「潜入捜査！ホストになった安浦刑事」（1991年） ‐ 田宮保子*
  - 第5シリーズ 第7話「虚栄の果て・山の手夫人の完全犯罪!?」（1992年） ‐ 山崎時子*
  - 第6シリーズ 第12話「自転車泥棒の女・衝動殺人」（1993年） ‐ 小池睦子*
  - 第9シリーズ 第15話「リストラ離婚!? 翔べない女の殺意」（1996年）*
  - 第10シリーズ 第24話「刑事の女難! スーパーで会った女」（1997年）*
  - 第11シリーズ 第26話「悪徳弁護士殺害の謎!?最果て人情ノサップ岬・"島"を見つめる女」（1998年）
  - 第12シリーズ 第6話「宝くじを盗まれた死体!? 笑う女!」（1999年） - 平山良江*
  - 2000年スペシャル「安浦刑事、韓国へ飛ぶ！釜山港へ帰る女・父と娘、遙かなる帰郷」（2000年） - 永井茜
  - 第13シリーズ 第17話「ニセ安浦刑事が殺人!? 横恋募された女!」（2000年） - 笹川フミ子
  - 第14シリーズ 第1話 「安浦刑事を愛した女 東京〜倉敷〜瀬戸内、空白の28年…危険な再会！」（2001年） ‐ 西本幸子
  - 第14シリーズ 第18話「他人の家で寝る女」（2001年） ‐ 小田良子*
  - 第15シリーズ 第17話「お子様ランチ殺人事件!? 高齢出産の女」（2002年） ‐ 曽根玉枝*
  - 第16シリーズ 第19話「表札マーキング殺人事件 ミニ豚を飼う女」（2003年） ‐ 松山加代*
  - 第17シリーズ 第10話「保険証詐欺の女たち!? 結婚指輪の秘密」（2004年） ‐ 小森谷政子
- 東海テレビ制作昼ドラマ（THK / CX）
  - 華の別れ（1989年）
  - 指輪（1995年） - 相沢秀子
  - 氷炎 死んでもいい（1997年） - 松戸雅子
  - 牡丹と薔薇（2004年） - 野島冬子
  - 麗わしき鬼（2007年） - 一柳駒子
  - 安宅家の人々（2008年） - 安宅綾子
- 八百八町夢日記第1シリーズ 第6話「女賊の恋」（1989年、NTV） - 夜叉のおせん
- さすらい刑事旅情編II 第19話「草津温泉雪景色・罠に落ちた美人OL」（1990年、ANB / 東映）
- 女忍かげろう組（1990年） - お遙の方
- 人形佐七捕物帳 佐七一番手柄（1990年9月25日、ユニオン映画・テレビ東京） - おこう
- 101回目のプロポーズ（1991年、CX）
- 刑事貴族 第20話「少年は見た」（1990年、NTV）
- あばれ八州御用旅第2シリーズ 第20話 「水郷に咲いた夫婦花」（1991年） - おみね
- はだかの刑事（1993年）
- ラスト・フレンド（1993年、THK）
- 電光超人グリッドマン（1993 - 1994年、TBS） - 翔道子
- 松本清張ドラマスペシャル・眼の気流（1994年、TX）
- 名奉行 遠山の金さん 第6シリーズ 第22話「還暦祝い毒殺事件」（1995年、ANB / 東映） - お時
- 松本清張ドラマスペシャル・白い闇（1996年、TX）
- おひさまがいっぱい（1996年） - 水島時子
- 月曜ドラマスペシャル / 検視官江夏冬子（TBS）
  - 第3作（1998年） - 石森さわ子
  - 第5作（2000年） - 松原雪子
- 相棒（2004年） - 本宮みどり
- ホットマン（TBS）
- DOCTORS2 最強の名医 第4話「衝撃告白!! ベストセラー作家が緊急入院」（2013年、EX） - 河合静
- 金曜プレステージ
  - 「名司会者・寿鶴子 殺人スピーチ4」（2008年） - 相馬峰子 役
  - 「医療捜査官 財前一二三5」（2014年） - 柿沢美登里 役
- 警視庁・捜査一課長 第2話「殺す相手を間違えた女!? 高尾山〜新宿50キロ瞬間移動トリック!!」（2016年、EX） - 春日井春子
- 僕とシッポと神楽坂（2018年、EX） ‐ 加瀬美津子
- 緊急取調室 第3話「私が騙しました」（2019年、EX） ‐ 平井佳恵

### 映画
- 劇場版 太陽戦隊サンバルカン（1981年、東映）
- 民暴の帝王（1993年）
- 集団左遷（1994年、東映）
- おやじの釜めしと編みかけのセーター（2016年）
- 駄菓子屋小春（2018年）

### テレビアニメ
- 名探偵コナン（1997年 - 2014年、鈴木朋子）
- MASTERキートン（1998年、テレサ）
- 明日のナージャ（2003年、ルカの祖母）
- 太陽の黙示録（2006年、蔡慶鈴[4]）
- RAY THE ANIMATION（2006年、春日野）
- 名探偵コナン エピソード“ONE” 小さくなった名探偵（2016年、鈴木朋子）
- 映像研には手を出すな!（2020年、教頭）
- ルパン三世 PART6（2022年、トモエ）

### 劇場アニメ
- 名探偵コナン 緋色の弾丸（2021年、鈴木朋子）
- 金の国 水の国（2023年、ばあや）

### OVA
- TO-Y（1987年、加藤か志子）
- 世界の光 親鸞聖人（1992年、オサク）

### ゲーム
- サクラ大戦2 〜君、死にたもうことなかれ〜（1998年、神崎雛子）

### 吹き替え

#### 担当女優
ジェーン・フォンダ
- 80 For Brady: エイティ・フォー・ブレイディ（トリッシュ）
- グレイス&フランキー（グレイス・ハンソン）
- ムービング・オン 2人の殺人計画!?（クレア）

ヘレン・ミレン
- アイ・イン・ザ・スカイ 世界一安全な戦場（キャサリン・パウエル大佐）
- ウィンチェスターハウス アメリカで最も呪われた屋敷（サラ・ウィンチェスター）
- 黄金のアデーレ 名画の帰還（マリア・アルトマン）
- カレンダー・ガールズ（クリス・ハーパー）
- グッドライアー 偽りのゲーム（ベティ・マクリーシュ）
- 素晴らしきかな、人生（ブリジット）
- トランボ ハリウッドに最も嫌われた男（ヘッダ・ホッパー）
- マダム・マロリーと魔法のスパイス（マダム・マロリー）
- ミスター・アーサー（リリアン・ホブソン）
- モンスターズ・ユニバーシティ（ディーン・ハードスクラブル学長）

メリル・ストリープ
- 愛と精霊の家（クララ・トルエバ）
- 幸せをつかむ歌（リッキー / リンダ）
- 永遠に美しく…（マデリーン・アシュトン）※日本テレビ版
- 判決前夜/ビフォア・アンド・アフター（キャロリン・ライアン）
- マンマ・ミーア!（ドナ・シェリダン）

レナ・オリン
- カサノバ（アンドレア）
- 心のままに（エリザベス“リビー”・ボーエン医師）
- ダークネス（メアリー）
- ハバナ（ボビー・デュラン）

#### 映画（吹き替え）
- 愛が微笑む時（ジュリア〈キーラ・セジウィック〉）
- アイス・ストーム（ジェイニー・カーヴァー〈シガニー・ウィーバー〉）
- 愛を殺さないで（ジョイス・ウバンスキー〈グレン・ヘドリー〉）
- アウト・フォー・ジャスティス（ヴィッキー・フェリーノ）※ソフト版
- アウトロー・ポリス/傷だらけのバッジ（エレノア）
- 悪魔の棲む家（イーディス）
- アナザー・シンプル・フェイバー
- あなたに逢いたくて（グロリア〈ジョーン・キューザック〉）
- アベンジャーズ（ファーザー〈フィオナ・ショウ〉）
- アリス・イン・ワンダーランド（ヘレン・キングスレー〈リンジー・ダンカン〉）※ソフト版
- アリス・イン・ワンダーランド/時間の旅（ヘレン・キングスレー〈リンジー・ダンカン〉）
- アンダー・ファイア（クレア〈ジョアンナ・キャシディ〉）
- アンブレイカブル （イライジャの母〈シャーレイン・ウッダード〉）※ソフト版
  - ミスター・ガラス
- イル・ポスティーノ（マチルデ）
- ウルフ（シャーロット・ランダル〈ケイト・ネリガン〉）※ソフト版
- 運命の女（トレイシー）※ソフト版
- エマニエル夫人（ビー〈マリカ・グリーン〉）※テレビ東京版
- エンダーのゲーム（女性ナース）
- おばあちゃんの贈り物（メグ〈タンディ・クローニン〉）
- ガーディアンズ・オブ・ギャラクシー（ノバ軍の指揮官〈グレン・クローズ〉）
- カーリー・スー（グレイ・アリソン〈ケリー・リンチ〉）※ソフト版
- 過失（ローラ・ソーン）
- キャノンボール3 新しき挑戦者たち（ヘザー・スコット）※TBS版
- 蜘蛛女（ナタリー・グリマルディ（アナベラ・シオラ））※ソフト版
- コールド・ブラッド/殺しの紋章（ルーシー・バタグリア〈キャサリン・ボロウィッツ〉）
- 告発のとき（ジョアン・ディアフィールド〈スーザン・サランドン〉）
- コロンブス（イサベル女王〈レイチェル・ウォード〉）
- ジェニファーの明日 あなたを抱きしめさせて（バレリー〈ジェーン・カツマレク〉）
- シカゴ・コネクション/夢みて走れ（マリアン）
- 地獄の女スナイパー（テレザ〈エヴァ・グリマルディ〉）
- シリアナ（CIA本部長〈ジェイン・アトキンソン〉）
- 死霊館のシスター 呪いの秘密（ローラン〈スザンヌ・バーティッシュ〉[7]）
- 新・ぼくはむく犬（カトリッカ〈ジョー・アン・ワーリー〉）
- 推定無罪（バーバラ・サビッチ〈ボニー・ベデリア〉）※ソフト版
- スウィング・キッズ/引き裂かれた青春（ピーターの母〈バーバラ・ハーシー〉）
- スティング（ロレッタ・サリーノ）※テレビ朝日版
- ストーン（マデリン・メイブリー〈フランセス・コンロイ〉）
- スモーク（ルビー・マクナット〈ストッカード・チャニング〉）
- 精神分析医J（カレン・レイナー〈リンダ・ハミルトン〉）
- セレナ（マーセラ〈コンスタンス・マリー〉）
- 続・赤毛のアン/アンの青春（ミュリエル・ステイシー）※ソフト版
- ダークマン（ジュリー・ヘイスティングス〈フランシス・マクドーマンド〉）※VHS版
- ダニエル・スティール/ある愛のかたち（バーバラ〈エイミー・アキノ〉）
- 探偵マーロウ（ドロシー・クインキャノン〈ジェシカ・ラング〉[8]）
- 沈黙の断崖（サラ・ケロッグ〈マーグ・ヘルゲンバーガー〉）※ソフト版
- 追跡者（キャサリン・ウォルシュ連邦保安官〈ケイト・ネリガン〉）※ソフト版
- 冷たい月を抱く女（ダナ・ハリス刑事〈ビビ・ニューワース〉）※テレビ東京版
- デーヴ（アリス〈フェイス・プリンス〉）※ソフト版
- デイ・アフター 首都水没（パトリシア・ナッシュ警視庁長官〈ジョアンヌ・ウォーリー〉[9]）
- テキサスSWAT（ローラ・リチャードソン〈バーバラ・カレラ〉）
- デッドプール（ブラインド・アル〈レスリー・アガムズ〉）
  - デッドプール2[10]
  - デッドプール&ウルヴァリン[11]
- デビル（シーラ・オミーラ〈マーガレット・コリン〉）※ソフト版
- テラーピーク（ジャネット・フレイザー〈リンダ・カーター〉）
- 天国の約束（ルイザ〈メアリー・エリザベス・マストラントニオ〉）
- 天使と悪魔（案内人）
- トゥルーライズ（ジュノ・スキナー〈ティア・カレル〉）※フジテレビ版
- 遠い空の向こうに（エルシー・ヒッカム）
- ドク・ソルジャー/白い戦場（ダイアナ・ウォルトン〈キャシー・ベイカー〉）※ソフト版
- トレマーズ 地獄島（ジャス〈キャロライン・ラングリッシュ〉）
- ノーラヴ・ノーライフ （カミール・ベイリー〈フランセス・コンロイ〉）
- ハード・キャンディ（ヴェラ・クルーズ刑事〈パム・グリア〉）
- バトルランナー（ブレンダ〈カレン・リー・ホプキンス〉）※フジテレビ版
- ハリー・ポッターと不死鳥の騎士団（アメリア・スーザン・ボーンズ）
- ビッグ・マネー（ルテシア・フェアバンクス〈ノーラ・ダン〉）
- フィールド・オブ・ドリームス（アニー・キンセラ〈エイミー・マディガン〉）※VHS版
- フェイス/オフ（イヴ・アーチャー〈ジョアン・アレン〉）※ソフト版
- フラッシュバック（アン・アンダース刑事〈ロレイン・ブラッコ〉）
- プリズナーズ（ホリー・ジョーンズ〈メリッサ・レオ〉）※BSジャパン版
- ブロンドと柩の謎（エリノア・グリン）
- ベートーベン4（マーサ・セジウィック）
- ホーム・アローン2（ストーン〈ダナ・アイヴィ〉）※テレビ朝日版
- ホスピタル・インフェルノ/戦慄の超電子頭脳（アンナ・ラング〈ダイアン・ヴェノーラ〉）
- BODY/ボディ（シャロン・デュラニー〈ジュリアン・ムーア〉）※VHS版
- ポリスアカデミー4 市民パトロール（クレア〈シャロン・ストーン〉）
- マッドマックス2（ビッグ・レベッカ）※TBS版
- マリーゴールド・ホテルで会いましょう（イヴリン・グリーンスレイド〈ジュディ・デンチ〉）
  - マリーゴールド・ホテル 幸せへの第二章
- Mr.エンジェル/神様の賭け（ローズ・ガーナー〈リンダ・コズラウスキー〉）
- ミレニアム/1000年紀（ルイーズ・ボルティモア〈シェリル・ラッド〉）
- メル・ブルックスの大脱走（アンナ・ブロンスキー〈アン・バンクロフト〉）
- 燃えよNINJA（マリアン・サンダース〈スーザン・ジョージ〉）
- モンタナの風に抱かれて（アニー・マクリーン〈クリスティン・スコット・トーマス〉）
- 誘導尋問（キー・マクファーレン〈ロリータ・ダヴィドヴィッチ〉）
- ラスト・ボーイスカウト（サラ・ハレンベック）※フジテレビ版
- 乱気流/タービュランス（レイチェル・テーパー〈レイチェル・ティコティン〉）※テレビ朝日版
- ルディ/夢はレースで1等賞!（アルマ・グツコー）
- ワーキング・ガール（ジニー〈ノーラ・ダン〉）※テレビ朝日版
- ワンダー・ボーイズ（サラ・ガスケル〈フランシス・マクドーマンド〉）

#### ドラマ
- アガサ・クリスティー ミス・マープル
  - パディントン発4時50分（エマ・クラッケンソープ〈ニーヴ・キューザック〉）
  - 親指のうずき（ハンナ・ベレズフォード）
- アメリカン・ホラー・ストーリー（コンスタンス〈ジェシカ・ラング〉）
- アメリカン・ホラー・ストーリー アサイラム（シスター・ジュード〈ジェシカ・ラング〉）
- アンという名の少女（マリラ・カスバート〈ジェラルディン・ジェームズ〉[12]）
- ER緊急救命室
  - シーズン1 #14（アン）
  - シーズン15 #19（ノラ〈スーザン・サランドン〉）
- イニョプの道（ハン氏〈チン・ヒギョン〉）
- インディ・ジョーンズ/若き日の大冒険
- V2/ビジターの逆襲（リディア）※VHS版
- カリフォルニア・ドリーム（ママ）
- 巌窟王〜モンテ・クリスト伯（エルミーヌ・ダングラール）
- キャシアン・アンドー（マーヴァ・アンドー〈フィオナ・ショウ〉）
- 救命医ハンク2 セレブ診療ファイル（エレン〈リサ・ベインズ〉）
- クリミナル・マインド FBI行動分析課（ハドソン）
  - シーズン1
  - シーズン5（ハドソン）
- コールドケース6（ダイアン）
- コールドケース7 ザ・ファイナル（キャロライン）
- THE PENGUIN-ザ・ペンギン-（フランシス・コブ）
- CSI:ニューヨーク7（クミ〈エイドリアン・バーボー〉）
- シカゴ・ホープ2（カミール〈ロクサーヌ・ハート〉）
- 新アウターリミッツ シーズン2 #12（レスリー）
- スーパーナチュラル9（シスター・アグネス）
- セサミストリート危機一髪（ルーシー、ビッシー）※スペシャル版
- 戦争と平和（アンナ・ミハイロヴナ〈レベッカ・フロント〉）
- 則天武后（韓国夫人）
- 対決スペルバインダー（アシュカ）
- TOUCH/タッチ（ジュリー）
- ドクター・フー（ハリエット・ジョーンズ〈ペネロープ・ウィルトン〉）
- トリック 難事件はオレにお任せ（ディーキンズ〈ライラ・ロビンズ〉[13]）
- ナース・ジャッキー（Mr.sアカライタス〈アンナ・ディーヴァー・スミス〉）
- バトル・クリーク 格差警察署 #7（コンスタンス〈キャンディス・バーゲン〉）
- 犯罪捜査官 アナ・トラヴィス（ヘルラ・ノーラン）
- ピッツバーグ警察日記 （セーラ）
- FARGO/ファーゴ2（フロイド・ゲルハート〈ジーン・スマート〉）
- ふたりは最高!ダーマ&グレッグ シーズン3 #9（パトリシア）
- フュード/確執 ベティ vs ジョーン（ジョーン・ブロンデル〈キャシー・ベイツ〉）
- ブラインデッド:ゾウズ・フー・キル（アリス・アイビュー〈ソールビョルク・ホイフェルト〉[14]）
- ブラザーズ&シスターズ（バーサ・ワンデル）
- ブルーブラッド 〜NYPD家族の絆〜
- 北京バイオリン（ニュウ〈姚洋〉）
- 冒険野郎マクガイバー
  - シーズン1 #6（アンドレア・ゲイツ博士）、#21（ナタリヤ・ペトロヴィッチ医師）
  - シーズン2 #22（ダイアナ・ロジャース）
- ライン・オブ・ビューティ 愛と欲望の境界線 （レイチェル・フェデン〈アリス・クリーグ〉）
- ロング・ブライト・リバー（マーン〈ハリエット・サンソム・ハリス〉）

#### アニメ
- おさるのジョージ（シルビアおばさん）
- ダンボ（ギグルズ）※DVD・VHS版
- ラマだった王様 学校へ行こう!（チチャ）
- ラマになった王様（チチャ）
- ラマになった王様2 クロンクのノリノリ大作戦（チチャ）

### CM
- 花王 キュレル
- 黄桜 辛口一献「男前か」篇(声の出演)
- タイガー魔法瓶 炊飯ジャー“土鍋釜・黒”
- マルコメ 料亭の味 CF
- 明治安田生命「ライト!50年前のオレ」篇
- メットライフ アリコ“ずっとスマイル”

### 舞台
1980年
- 一族再会（中西文子）

1981年
- もしもあの時……（キティー・ヴァーダン）
- カクテル・パーティー（シーリア・コプルストン）

1982年
- 御意にまかす（フロオラ夫人）

1983年
- ヴァイオリンを持つ裸婦（ジェイン）

1984年
- 隣りで浮気……?（テレサ・フィリップ）

1985年
- 島清、世に敗れたり（かすみ）

1986年
- ああ求婚（Z）
- プラザ・スイート（1986年 - 1988年）

1987年
- 闇に咲く花（1987年 - 1989年）

1989年
- リチャード三世（アン）

1990年
- 父をめぐる旅路（エリザベス）
- じゃじゃ馬ならし（カタリーナ）

1991年
- わたしのハートはスーツケース

1992年
- お侠（お満）

1993年
- チャリング・クロス街84番地（1993年 - 2016年、ヘレーン・ハンフ、マクシーン・スチュアート）
- 機械じかけのピアノのための未完成の戯曲（1993年 - 2010年、サーシャ、アンナ・ペトローヴナ・ヴォイニーツェヴァ）

1994年
- ザ・ラスト・ヤンキー（パトリシア・ハミルトン）
- パパ、I LOVE YOU!（1994年 - 2008年、ローズマリー・モーティマー）

1995年
- マンザナ、わが町（1995年 -19967年、ジョイス立花）
- 耳に蚤

1996年
- 修道女（マザー・クリスティーヌ）
- 明暗（河野瑞枝）

1998年
- プレイング・フォア・タイム-命を奏でて-（マーラ）
- 三人姉妹（マーシャ）

1999年
- スィート・パニック（クレア）
- 空騒ぎ（ベアトリス）
- かくて新年は（素子）

2000年
- 煙が目にしみる（2000年 - 2005年）
- かどで（おのぶ）

2001年
- すべて世は事も無し（2001年 - 2004年、アイダ）

2002年
- ゆうれい貸屋（駒吉）

2003年
- 現代・娘へんろ紀行（堀内由美子）

2004年
- バッファローの月（シャーロット・ヘイ）

2005年
- 薮原検校（お志保 他）

2006年
- 億萬長者夫人（織部弥生）
- 蔵のある家

2007年
- 特急二十世紀
- 花火、舞い散る

2008年
- レンドミー・ア・テナー
- 近代能楽集『弱法師』（高安夫人）

2009年
- 河の向こうで人が呼ぶ（高梨道代）
- 川を越えて、森を抜けて（2009年 - 2012年、エンマ・クリスターノ）

2010年
- 瑠璃の壺（桔梗）

2011年
- 一族再会

2012年
- 石棺-チェルノブイリの黙示録-（プティーツナ）
- プロポーズ・プロポーズ（アニー）

2014年
- リア王（ゴネリル）
- こころで聴く三島由紀夫Ⅲ〜リーディング『邯鄲』〜

2015年
- ホテル・スイート（ダイアナ・ニコルズ）
- くさまくら（おさと）

2017年
- ポーランドの人形遣い（アパートの管理人）
- 君が人生の時（社交界の貴婦人）

2018年
- ドレッサー（2018年 - 2021年、マッジ）
- こころで聴く三島由紀夫Ⅶ〜リーディング『綾の鼓』〜

2019年
- Other People's Money -他人の金-（ビー・サリバン）
- 8月のオーセージ（ヴァイオレット）

2020年
- リチャード二世（グロスター公爵夫人、侍女）

2024年
- とりつくしま

2025年
- 夜明けのジルバ〜漫画喫茶殺人事件〜
- 黄昏の湖〜On Golden Pond〜